# Municipio de Onota
El municipio de Onota (en inglés: Onota Township) es un municipio ubicado en el condado de Alger en el estado estadounidense de Míchigan. En el año 2010 tenía una población de 352 habitantes y una densidad poblacional de 1,41 personas por km².

## Geografía
El municipio de Onota se encuentra ubicado en las coordenadas 46°28′14.78″N 86°59′53.53″O / 46.4707722, -86.9982028. Según la Oficina del Censo de los Estados Unidos, el municipio tiene una superficie total de 249 km² (96,1 mi²), de la cual 227,9 km² (88,0 mi²) corresponden a tierra firme y 21,1 km² (8,1 mi²) (8.47%) es agua.

## Demografía
En el 2000 la renta per cápita promedia del hogar era de $38.750, y el ingreso promedio para una familia era de $44.500. El ingreso per cápita para la localidad era de $24.267. En 2000 los hombres tenían un ingreso per cápita de $38.750 contra $22.188 para las mujeres. Alrededor del 7.50% de la población estaba bajo el umbral de pobreza nacional.